# John Pius Boland
John Mary Pius Boland (Boston, 16 september 1870 – City of Westminster, 17 maart 1958) was een tennisspeler en parlementariër uit het Verenigd Koninkrijk. Boland won tijdens de Olympische Zomerspelen 1896 het herenenkelspel en samen met de Duitser Friedrich Traun het herendubbelspel. Hij zat achttien jaar in het Lagerhuis (Verenigd Koninkrijk) voor het district South Kerry.
Boland studeerde aan de Universiteit van Oxford.